# Det våras för Frankenstein
Det våras för Frankenstein (i Finland: Frankenstein junior; originaltitel: Young Frankenstein) är en amerikansk komedifilm från 1974 i regi av Mel Brooks. I titelrollen som Dr Frederick Frankenstein ses Gene Wilder, och som Monstret ses Peter Boyle.

## Handling
Den unge Dr Frankenstein (Gene Wilder) kallas till sin farfars slott där han snart hittar en handbok som steg för steg förklarar hur man återupplivar en människa.

## Rollista i urval
- Gene Wilder – Dr Frederick Frankenstein
- Peter Boyle – Monstret
- Marty Feldman – Assistent Igor
- Madeline Kahn – Elizabeth
- Cloris Leachman – Frau Blücher
- Teri Garr – Inga
- Kenneth Mars – Polisinspektör Hans Wilhelm Friederich Kemp
- Richard Haydn – Gerhard Falkstein
- Gene Hackman - The Blindman (Harold)

## Om filmen
- Det våras för Frankenstein är en parodi på Frankenstein-filmer, främst de från 1930-talet. Filmen är därför helt i svart-vitt.
- 1976 belönades den med Nebulapriset för "Bästa dramatisering". Vid Oscarsgalan 1975 var den nominerad till två Oscar: bästa manus efter förlaga och bästa ljud.
- Filmen hade svensk premiär 11 april 1975 på biografen Park i Stockholm.
- Finländsk premiär med titeln Frankenstein junior på svenska var den 25 april 1975 på biografen Rea i Helsingfors.